# Bedeutung-Text-Modell
Das Bedeutung-Text-Modell (früher z. T. auch als Inhalt-Text-Modell bezeichnet) ist ein Sprachmodell, dessen Entwicklung in den 1960er Jahren von einer Gruppe Moskauer Sprachwissenschaftler um I.A. Meľčuk, A.K. Scholkowski, J.D. Apresjan u. a. begonnen wurde. Ein Modell, das die menschliche Sprache nachbildet, indem es einen Text (in geschriebener oder gesprochener Form) in die ihm entsprechende Bedeutung überträgt und umgekehrt. Das Modell besteht aus zwei Komponenten, einer Grammatik, nämlich einer speziellen dependenzorientierten Transformationsgrammatik, und einem speziellen Wörterbuch.
Dieses Sprachmodell basiert auf der Untersuchung vieler verschiedener Sprachen und ist deswegen prinzipiell zur Beschreibung beliebiger natürlicher, d. h. menschlicher Sprachen geeignet.
Im Bedeutung⇔Text-Modell (BTM bzw. auch MST von Modell ‘Smysl⇔Tekst’ aus dem russ. модель «Смысл⇔Текст» bzw. engl. MTT von ‘Meaning⇔Text’ Theory) sind Wörterbuch und Grammatik eng aufeinander abgestimmt bezüglich der in ihnen enthaltenen Informationen und bezüglich der verwendeten formalen Sprachen. Die wesentlichen Bestandteile dieses Modells sind also eine besondere Grammatik und ein ebenso spezielles Wörterbuch: Die Grammatik fungiert dabei als Translator, der in mehreren Etappen gegebene Texte einer natürlichen Sprache in die diesen Texten entsprechenden Bedeutungen (russ. cмыcл) und umgekehrt überträgt. Im Lexikon finden sich u. a. Informationen über die Bedeutung und die Kombinierbarkeit von Lexemen.
Das Modell dient dementsprechend zur Translation in zwei Richtungen:
1. von der Bedeutung zum Text: zur Synthese von Sprache bzw. zur Produktion von Texten, wodurch die menschliche Fähigkeit zu Sprechen modelliert wird.
2. vom Text zur Bedeutung: zur Analyse von Texten, womit die Fähigkeit des Menschen zum Verstehen von sprachlichen Äußerungen bzw. von geschriebenen Texten modelliert wird.
Wichtige Gesichtspunkte des BTM sind die folgenden: 1. der Ansatz des BTM, eine wirklich systematische Beschreibung von natürlichen Sprachen zu liefern; 2. die so genannten Lexikalischen Funktionen, die in allen natürlichen Sprachen anwendbar sind; 3. das Rektionsmodell (systematische Darstellung der Valenzen eines Wortes); 4. die Semantische Metasprache, die im BTM zur Bedeutungserklärung von Wörtern und auch komplexeren Ausdrücken verwendet wird; 5. die Berührungspunkte des BTM mit dem Gebiet der maschinellen Übersetzung.

## Geschichte
Erste Arbeiten zur Entwicklung des BTM wurden in den 1960er Jahren von einer Gruppe Moskauer Sprachwissenschaftler um Igor Mel’čuk, Alexander Konstantinowitsch Scholkowski und Juri Derenikowitsch Apressjan (später Moskauer Semantische Schule, russ. Московская семантическая школа bzw. Московская школа семантики, engl. Moscow Semantic Circle) geleistet. Im Jahr 1974 erschienen die beiden grundlegenden Monographien von Meľčuk und von Apresjan, die eine recht umfassende Beschreibung des BTM bieten. Modifikationen, die an dem Modell vorgenommen wurden, bzw. Modifikationsvorschläge wurden wiederholt in neueren Publikationen beschrieben.
Im deutschsprachigen Raum sind in erster Linie folgende Namen im Zusammenhang mit dem BTM zu nennen: Tilmann Reuther beschäftigt sich seit Ende der 1970er Jahre mit dem Wörterbuch im BTM, speziell mit bestimmten Lexikalischen Funktionen. Daniel Weiss setzt sich kritisch mit der Theorie des BTM auseinander. Leo Wanner benutzt Lexikalische Funktionen für die automatische Übersetzung und hat u. a. einen Sammelband „Recent Trends in Meaning-Text Theory“ herausgegeben. Klaus Hartenstein beschäftigte sich in den 1980er Jahren ebenfalls vor allem speziell mit den Lexikalischen Funktionen nicht zuletzt hinsichtlich ihrer Nutzung für den Fremdsprachenunterricht, aber auch mit theoretischen Fragen im BTM. Hartenstein und Peter Schmidt publizierten 1983 eine umfangreiche, kommentierte Bibliographie zum BTM.
Seit dem Jahr 2003 fanden im Zwei-Jahres-Abstand internationale Konferenzen zum Thema BTM statt. Die erste in Paris, dann in Moskau (2005), Klagenfurt (2007), Montreal (2009), Barcelona (2011) und zuletzt im August 2013 in Prag.
Eine praktische Anwendung des BTM stellt u. a. die Realisierung des regelbasierten maschinellen Übersetzungssystems ETAP dar. Dieses System wird seit 1978 zunächst im Moskauer Institut „Informelektro“ und dann am Institut für Probleme der Informationsübertragung an der Akademie der Wissenschaften der UdSSR (später Russische Akademie der Wissenschaften) entwickelt und übersetzt vom Englischen ins Russische und umgekehrt.
Das BTM findet seit 2014 auch in selbst-erklärenden Systemen eine Anwendung. Hier werden unter Verwendung von Methoden der Künstlichen Intelligenz automatische Dekompositionen aufgebaut und somit Teile eines Erklärend-Kombinatorisches Wörterbuch automatisch erstellt.

## Die zwei Bestandteile des BTM
Das Wörterbuch des BTM, das Erklärend-Kombinatorisches Wörterbuch (EKW, russ. тoлкoвo-кoмбинaтopный cлoвapь), bietet wesentlich umfangreichere Informationen als ein konventionelles Wörterbuch. Diese Informationen sind im EKW auf bis zu zehn übersichtlich strukturierte Zonen für jeden Wörterbucheintrag verteilt. Einige dieser Zonen sind auch aus konventionellen Wörterbüchern bekannt, andere jedoch vermitteln Informationen, die in gewöhnlichen Wörterbüchern nicht zu finden sind.
Drei dieser Zonen sind besonders wichtig: (a) die Bedeutungsexplikation, die mithilfe der Semantischen Metasprache eine exakte Erklärung des Stichwortes liefert, (b) das Rektionsmodell, das alle relevanten Informationen zu den semantischen und syntaktischen Valenzen des Stichwortes, sowie zu dessen syntaktischen Eigenschaften enthält und (c) eine Zone mit der Auflistung aller Lexikalischen Funktionen des Stichworts, wodurch die entscheidenden Angaben zu allen Möglichkeiten der Verbindung des Stichworts mit anderen Wörtern ergänzt werden.
Die Grammatik im BTM ist zum einen eine Dependenzgrammatik Tesnière’scher Prägung, zum anderen eine Transformations- bzw. Translationsgrammatik, die den Übergang von der Bedeutung zum Text und umgekehrt modelliert. Um diesen Übergang vollziehen zu können, bedient sich das Modell verschiedener Zwischenebenen. Im Einzelnen werden im BTM die folgenden vier Hauptebenen verwendet, wobei die erstgenannte Ebene, die Semantische Darstellung, der Bedeutung entspricht, die letztgenannte, die Phonologische bzw. Orthographische Darstellung, dem Text:
```
        Semantische Darstellung
                  ↕
        Syntaktische Darstellung
                  ↕
       Morphologische Darstellung
                  ↕
Phonologische/Orthographische Darstellung
```

Die drei letztgenannten Darstellungsebenen werden dabei in jeweils zwei Unterebenen, nämlich eine Oberflächen- und eine Tiefen-Ebene unterteilt.

### Allgemeines
- K. Hartenstein: Konzeptionen der sowjetischen und russischen Semantik. In: H. Jachnow (Hrsg.): Handbuch der sprachwissenschaftlichen Russistik und ihrer Grenzdisziplinen. Wiesbaden 1999, S. 910–953.
- K. Hartenstein, P. Schmidt: Kommentierte Bibliographie zum „Smysl ⇔ Tekst“-Modell. In: Wiener Slawistischer Almanach 11. 1983, S. 355–409.
- I. A. Melʹčuk: Opyt teorii lingvističeskich modelej «Smysl ⇔ Tekst». Moskau 1974.
- I. A. Melʹčuk: Ein linguistisches Modell des Typs ‘Smysl ⇔ Tekst’ [Inhalt ⇔ Text]. In: W. Girke, H. Jachnow (Hrsg.): Theoretische Linguistik in Osteuropa. Tübingen 1976, S. 49–67.
- I. A. Melʹčuk: Russkij jazyk v modeli «Smysl ⇔ Tekst». Moskau/Wien 1995.
- I. A. Melʹčuk: Vers une linguistique Sens-Texte. Leçon inaugurale. Collège de France, Chaire internationale, Paris 1997.
- D. Weiss: Sowjetische Sprachmodelle und ihre Weiterführung. In: H. Jachnow (Hrsg.): Handbuch der sprachwissenschaftlichen Russistik und ihrer Grenzdisziplinen. Wiesbaden 1999, S. 873–909.
- R. Zangenfeind: Das Bedeutung-Text-Modell. Wörterbuch und Grammatik einer integralen Sprachbeschreibung. München/Berlin 2010, ISBN 978-3-86688-083-2.
- J. Fähndrich u. a.: Formal Language Decomposition into Semantic Primes. In: ADCAIJ: Advances in Distributed Computing and Artificial Intelligence Journal. 3.8, 2014, S. 56–73.

### Erklärend-Kombinatorisches Wörterbuch
- Ju. D. Apresjan (Hrsg.): Novyj obʺjasnitelʹnyj slovarʹ sinonimov russkogo jazyka. (= Wiener Slawistischer Almanach. Sonderband 60) 2. izd., ispr. i dop. Moskva 2004.
- K. Hartenstein: Das Erklärend-kombinatorische Wörterbuch im ‘Smysl ⇔ Tekst’-Modell. Studien zu den lexikologischen Grundlagen der Bedeutungsexplikation und ihrer lexikographischen Verwendbarkeit. (= Slavistische Beiträge, Band 148). München 1981.
- I. A. Melʹčuk, A. Clas, A. Polguère: Introduction à la lexicologie explicative et combinatoire. Duculot, Paris 1995, ISBN 2-8011-1106-6.
- I. A. Melʹčuk, A. K. Žolkovskij, Ju. D. Apresjan u. a.: Tolkovo-kombinatornyj slovarʹ sovremennogo russkogo jazyka. (= Wiener Slawistischer Almanach. Sonderband 14). Opyty semantiko-sintaksičeskogo opisanija russkoj leksiki. Wien 1984.
- I. A. Melʹčuk u. a.: Dictionnaire explicatif et combinatoire du français contemporain. Recherches lexico-sémantiques I-IV. Les Presses de l’Université de Montréal, Montréal 1984, 1988, 1992, 1999, ISBN 2-7606-1738-6.
- T. Reuther: Funktionsverben in einem Erklärend-kombinatorischen Wörterbuch: Möglichkeiten der Generalisierung. In: H.R. Mehling (Hrsg.): Slavistische Linguistik 1993. (= Slavistische Beiträge. Band 319). München 1994, S. 279–291.

### Semantik
- Ju. D. Apresjan: Leksičeskaja semantika. Sinonimičeskie sredstva jazyka. Moskva 1974.
- Ju. D. Apresjan: Die semantische Sprache als Mittel der Erklärung lexikalischer Bedeutungen. In: W. Girke, H. Jachnow (Hrsg.): Theoretische Linguistik in Osteuropa. Tübingen 1976, S. 22–48.

### Syntax
- Ju. D. Apresjan, I. M. Boguslavskij, L. L. Iomdin, V. Z. Sannikov: Teoretičeskie problemy russkogo sintaksisa. Vzaimodejstvie grammatiki i slovarja. Moskva 2010.

- I. A. Melʹčuk: Dependency syntax. Theory and practice. SUNY, Albany, NY 1988, ISBN 0-88706-450-7.
- I. A. Melʹčuk: Actants in Semantics and Syntax. I, II, In: Linguistics. 2004, 42:1, S. 1–66; 42:2, S. 247–291.
- I. A. Melʹčuk, N. V. Pertsov: Surface syntax of English. A formal model within the Meaning-Text framework. Benjamins, Amsterdam, Philadelphia 1987, ISBN 90-272-1515-4.

### Morphologie
- I. A. Melʹčuk: Cours de morphologie générale. vol. 1-5. Les Presses de l’Université de Montréal/Paris: CNRS Éditions (русск. перевод: Курс общей морфологии), Montréal 1993–2000, ISBN 2-7606-1548-0.
- I. A. Melʹčuk: Aspects of the Theory of Morphology. Mouton de Gruyter, Berlin / New York 2006, ISBN 3-11-017711-0.

### Anwendungen
- Ju. D. Apresjan u. a.: Lingvističeskoe obespečenie sistemy ĖTAP-2. Moskva 1989.
- Ju. D. Apresjan u. a.: Lingvističeskij processor dlja složnych informacionnych sistem. Moskva 1992.
- T. Reuther: Das CALLex-Projekt (Computer-Aided Learning of Lexical Functions). In: P. Kosta, E. Mann (Hrsg.): Slavistische Linguistik 1996. (= Slavistische Beiträge. Band 354). München 1997, S. 283–307.

### Sammelbände
- L. Wanner (Hrsg.): Lexical Functions in Lexicography and Natural Language Processing. Amsterdam, Philadelphia 1996.
- L. Wanner (Hrsg.): Recent Trends in Meaning-Text Theory. J. Benjamins Pub, Amsterdam, Philadelphia 1997, ISBN 1-55619-925-2.
- L. Wanner (Hrsg.): Selected Lexical and Grammatical Issues in the Meaning–Text Theory. Amsterdam, Philadelphia 2007.